# ام‌سی‌ام‌اکس‌سی ای.دی.
ام‌سی‌ام‌اکس‌سی ای.دی. (به انگلیسی: ‎MCMXC a.D.‎) (در ارقام رومی برابر سال ۱۹۹۰ است و بعد از آن واژهٔ به نظر اشتباه Anno Domini (بعد از میلاد مسیح)برای کلمهٔ مخفف ‎a.D.‎ می‌آید) نام یک آلبوم مفهومی خلق‌شده به وسیلهٔ پروژهٔ موسیقی انیگما است. این آلبوم، اولین آلبوم استودیویی این پروژه و یکی از تأثیرگذارترین آلبوم‌هایی است که در همهٔ زمان‌ها در گونهٔ عصر نو ساخته شده‌است. شهرت این آلبوم بعد از آن که با عرضهٔ آن، به رتبهٔ یک در ۴۱ کشور جهان رسید، از انتظارات مایکل کرتو، خالق انیگما بالاتر رفت .
چهار تک‌آهنگ از این آلبوم گلچین شدند: «سادی (بخش اول)»، «اصول شهوانیت» به همراه «مئا کولپا (بخش دوم)» و «رودخانه‌های ایمان». تک‌آهنگ «سادی» و خود آلبوم ‎MCMXC a.D.‎ با عرضه‌شدنشان به ترتیب به رتبه‌های یک در جدول تک‌آهنگ‌ها و آلبوم‌های بریتانیا رسیدند. در بازارهای ایالات متحده، «سادی (بخش اول)» به رتبهٔ پنجم در بیلبورد هات ۱۰۰ و آلبوم ‎MCMXC a.D.‎ به رتبهٔ ششم در بیلبورد ۲۰۰ رسید و برای ۲۸۲ هفته در این جدول باقی‌ماند.

## تم
اصلی‌ترین موضوع در این آلبوم، می‌تواند به عنوان جنگی که یک بار در زندگی چهره می‌نمایاند، تفسیر شود؛ جنگی میان دین و تمایلات جنسی. اصلی‌ترین آهنگ آلبوم (سادی (بخش اول)) عقاید شخصی مارکس دو ساد را مطرح می‌کند که در مورد آزاردادن به عنوان یک لذت، اثرگذار بود. بقیهٔ موضوعاتی که در آلبوم مطرح می‌شوند بر اساس اعتقادات مسیحیت و پایان دنیا بر اساس کتاب مکاشفه یوحنا می‌باشند.

## بررسی
‎MCMXC a.D.‎ با صدای دلپذیر بوق اعلام خطر مه‌گرفتگی که بعدها به عنوان «بوق انیگما» شناخته‌شد و هم‌چنین صدای لوئیزا استنلی که در ترانهٔ «صدای انیگما» صحبت می‌کند، آغاز می‌شود. سپس سرودهای گریگوری ‎Procedamus in pace!‎ بدون وقفه به اولین قسمت سه‌بخشی آلبوم، حتی قبل از آن که این قسمت یعنی «اصول شهوانیت» آغاز شود متصل می‌شود. اولین بخش، یعنی «سادی» به دلیل میکس بی‌نظیر و شنیده‌نشدهٔ سرودهای گریگوری و دنس بیت‌ها بیشترین توجهات را به خود جلب کرد. مثلث‌ها و فلوتهای شاکوهاچی ترکیب‌شده با صداهای فرانسوی و باروح همسر مایکل، ساندرا کرتو، اضافه می‌شوند. این ترانه همراه کمرنگ‌تر شدن تم، به «عشق را بیاب» پیوند می‌خورد؛ ترانه‌ای که در آن ساندرا شنوندگان را راهنمایی می‌کند که شهوت‌پرستی خود را ادامه دهند. مناجات‌های معکوس (سرودهای گریگوری معکوس)، خبر از شروع ترانهٔ «سادی (بازکوب)» می‌دهند و با قطعه‌ای کوتاه از پیانو بر اساس ریتم فلوت‌های شاکوهاچی قبلی ادامه می‌یابد. فلوت‌ها با از میان رفتن مناجات‌های Hosanna که آرام‌آرام پایانی را برای این قسمت آغاز می‌کنند، باز می‌گردند.
آهنگ بعدی، «کالاس رخت بربست»، در واقع احترام‌گذاشتن و تکریمی از خوانندهٔ اپرا، ماریا کالاساست. جیک‌جیک‌های الکترونیکی پرندگان در آغاز، ترکیب‌شده با ضرب‌آهنگ آرام و صداهای یک پیانو به زمزمه‌های ساندرا پیوند می‌خورند و با نمونه‌هایی از خواندن‌های تک‌نفرهٔ کالاس مربوط به Ces lettres, ces lettres از اپرای ورتر طراحی‌شده به وسیلهٔ مسنت خاتمه می‌یابد.
در آهنگ «مئا کولپا»، مناجات‌های «Kyrie Eleison» (خداوند بر ما بخشش دارند) به‌طور برجسته‌ای همراه صداهای ساندرا و فلوت‌های مشابه ظاهر می‌شوند. این بخش در آهنگ ابتکاری «صدا و مار» محو می‌شود که بر اساس ترانهٔ «هفت کاسه» است. این آهنگ، ترانه‌ای از افردایتیز چایلد است که در آن گروهی از مردم، پایان دنیا را با شیوه‌ای وهم‌آور و نیشدار، همان گونه که در کتاب «مکاشفات یوحنا» بیان شده، شرح می‌دهند.
کاسه‌ای به زمین می‌افتد و می‌شکند و این آهنگ را به ترانهٔ «کوفتن درهای فراموش‌شده» هدایت می‌کند. ضرب‌آهنگ‌های این ترانه به گونه‌ای طراحی شده‌اند تا صدای دری را که کوبیده می‌شود، همانندسازی کنند؛ قبل از آن که این ضرب‌آهنگ‌ها به ریتمی سریع‌تر تبدیل شوند. گیتاری به ترانه وارد می‌شود و به آرامی برای سرودهای گریگوری بیشتر محو می‌شود و به آهنگ بعدی پیوند می‌خورد.
دومین قسمت سه‌بخشی در این آلبوم، «بازگشت به رودخانه‌های ایمان» به آرامی با نت‌های پنج‌قسمتی برگرفته از فیلم سینمایی «برخورد نزدیک از نوع سوم» ساختهٔ استیون اسپیلبرگ، آغاز می‌شود و به سوی مناجات‌های اولین بخش از این آهنگ، «طریقت جاودانگی» هدایت می‌شوند. ضرب‌آهنگی مشابه «سادی»، ترانهٔ «هالیلوجه» (تسبیح) را آغاز می‌کند درحالی‌که اصوات بلند ویالونها، این ضرب‌آهنگ را یاری می‌دهند. صدای مثلث و نیز اصواتی از اولین آهنگ آلبوم، مجدداً ظاهر می‌شوند و خودشان را تکرار می‌کنند. در این قسمت یک استایل عربی مشخص است و بدون وقفه به قسمت بعدی، «رودخانه‌های ایمان»، تنها ترانه‌ای که مایکل کرتو در آن می خواند، پیوند می‌خورد. پس از آن‌که کرتو، آوازها را می خواند، موسیقی به‌طور کامل متوقف می‌شود و صدای مردانهٔ ناآشنایی قسمت ۸:۱ کتاب مکاشفه را می خواند: «When the Lamb opened the seventh seal, silence covered the sky» (هنگامی که انسان معصوم، درپوش هفتم را باز کرد، سکوت، آسمان را فراگرفت.). این قسمت، هم‌جنین بر اساس آلبوم ۶۶۶ از افردایتیز چایلد می‌باشد (صدای در این جا مربوط به جان فارست است). موسیقی با صدای فلوت‌های شاکوهاچی و آوازهای مایکل کرتو باز می‌گردد. آلبوم در انتها با صوت اثر شهاب سنگ و بوق انیگما پایان می‌یابد.

## تأثیرات MCMXC aD
مباحثه‌ها و جدال‌هایی این آلبوم را به دلیل هم صداهای فرعی مذهبی و هم جنسی احاطه کردند، خصوصاً سه تک‌آهنگ نخست. موزیک ویدئوی «اصول شهوانیت» توسط ام‌تی‌وی و بیشتر ایستگاه‌های تلویزیونی که هم چنین قصد نداشتند موزیک ویدئوی «سادی (بخش اول)» را پخش کنند، ممنوع و قدغن شده بود. اگرچه محبوبیت آلبوم، ‎MCMXC a.D.‎ را در حداقل ۲۴ کشور دنیا به رتبهٔ یک رساند و آلبوم موفق شد که درجات طلا و پلاتین را به‌دست آورد.
موفقیت ‎MCMXC a.D.‎ بر کارهای بی-ترایب (آلبوم ‎Fiesta Fatal!‎)و دلریوم (آلبوم فضاهای معنایی) و حتی سارا برایتمن (آلبوم ایدن) اثر گذاشت. این آلبوم، هم‌چنین به جای پایی برای خلق گروه‌های دیگری که به‌طور عمده از سرودهای گریگوری در موسیقی خود استفاده می‌کردند، تبدیل شد، مانند ارل و گریگورین، که توسط فرانک پترسن، پیش از مشاجرهٔ او با مایکل کرتو ایجاد شده‌بودند.
همچنین، کرتو، یک میلیون و چهارصد هزار سفارش پیش‌خرید آلبوم بعدی‌اش، «صلیب تغییرات» را دریافت کرد که حتی قبل از کناررفتن ‎MCMXC a.D.‎ از جدول‌های فروش بعد از چهار سال، عرضه شد.
در سال ۱۹۹۴، Polydor Germany به دلیل شکستن قانون «right of personality» که نمونه‌هایی از آن در «سادی (بخش اول)» و «مئا کولپا» استفاده شده‌بودند، تقاضای دعوی کرد. دادخواهی بعد از آن که کرتو پذیرفت که به طراح اصلی نمونه‌های یادشده، غرامت بدهد، پایان یافت.

## جلد
تصویر هنری روی جلد ‎MCMXC a.D.‎، توسط یوهان زمبریسکی طراحی شد که نیز جلدهای چهار آلبوم بعد از ‎MCMXC a.D.‎ و آلبوم‌های تلفیقی و جلدهای دی‌وی‌دیها را طراحی کرد. این تصویر یا artwork، تجسمی شبح‌مانند از یک پیکره را که اطراف آن نوری روشن فرا گرفته و صلیبی که در قسمت مرکزی پایین‌تر آلبوم برای تأکید روی تم‌های این آلبوم قرار گرفته، تشان می‌دهد که همهٔ آبن جزئیات در چارچوبی ضخیم و سیاه قرار دارند.

## فهرست آهنگ‌ها

### آلبوم اصلی
(اکثر آلبوم‌های عرضه شده شامل این هفت آهنگ هستند؛ بعضی از آلبوم‌های عرضه شدهٔ بعدی، به هر کدام از قسمت‌ها شماره آهنگی داده بودند.)
1. «The Voice of Enigma» (Curly M.C.) – ۲:۲۱
2. «Principles of Lust» – ۱۱:۴۳
A. «Sadeness» (Curly, F. Gregorian, David Fairstein)
B. «Find Love» (Curly)
C. «Sadeness (reprise)» (Curly, Gregorian, Fairstein)
3. «Callas Went Away» (Curly) – ۴:۲۷
4. «Mea Culpa» (Curly, Fairstein) – ۵:۰۳
5. «The Voice & The Snake» (Curly, Gregorian) – ۱:۳۹
6. «Knocking on Forbidden Doors» (Curly) – ۴:۳۱
7. «Back to the Rivers of Belief» – ۱۰:۳۲
A. «Way to Eternity» (Curly)
B. "Hallelujah" (Curly)
C. «رودخانه‌های ایمان» (Curly, Fairstein)

### MCMXC a.D. -The Limited Edition

MCMXC a.D. - The Limited Edition

(عرضه شده در نوامبر ۱۹۹۱، شامل آهنک‌های آلبوم اصلی و ۴ ریمیکس اضافی)
۸. «Sadeness (Meditation)» (Curly, Gregorian, Fairstein) – ۲:۴۳
۹. «Mea Culpa (Fading Shades)» (Curly, Fairstein) – ۶:۰۴
۱۰. «Principles of Lust (Everlasting Lust)» (Curly) – ۴:۵۰
۱۱. «The Rivers of Belief (The Returning Silence)» (Curly, Fairstein) – ۷:۰۴

### MCMXC a.D. with bonus disc
(عرضه شده در نوامبر ۱۹۹۹، شامل عرضهٔ مجدد آلبوم و ۶ ریمیکس از ۲ ترانهٔ آلبوم اصلی روی دیسکی جدا)
1. «Sadeness - Part I (Meditation Mix)» (Curly, Fairstein) – ۳:۰۰
2. «Sadeness - Part I (Extended Trance Mix)» (Curly, Fairstein) – ۵:۰۱
3. «Sadeness - Part I (Violent U.S. Remix)» (Curly, Fairstein) – ۵:۰۳
4. «Mea Culpa - Part II (Fading Shades Mix)» (Curly, Fairstein) – ۶:۱۳
5. «Mea Culpa - Part II (Orthodox Version)» (Curly, Fairstein) – ۴:۰۰
6. «Mea Culpa - Part II (Catholic Version)» (Curly, Fairstein) – ۳:۵۵

## تک‌آهنگ‌ها
- ۱۹۹۰ - «Sadeness (قسمت اول)» -از Virgin Schallplatten GmbH
- ۱۹۹۱ - «Mea Culpa (قسمت دوم)» -از Virgin Records
- ۱۹۹۱ - «Principles of Lust» -از Virgin Schallplatten GmbH
- ۱۹۹۱ - «The Rivers of Belief» -ازVirgin Records

## پرسنل
- Michael Cretu (شناخته شده به عنوان Curly M.C.) - تهیه‌کنندهٔ آلبوم، خواندن‌های اصلی
- Sandra Cretu - خواندن‌های اصلی
- David Fairstein - متن ترانه‌ها
- Louisa Stanley - صداها
- Frank Peterson (شناخته‌شده به عنوان F. Gregorian) - نمونه‌ها

## گواهی‌نامه‌ها
| کشور         | حد  | گواهی‌نامه  | فروش       |
| ------------ | --- | ---------- | ---------- |
| اتریش *      | ۲   | ۳x پلاتین  | ۲۱۰٬۰۰۰    |
| برزیل        | ۱   | ۲x پلاتین  | ۲۵۰٬۰۰۰    |
| کانادا *     | ۱   | ۲x پلاتین  | ۲۰۰٬۰۰۰    |
| فرانسه *     | ۱   | ۲x پلاتین  | ۶۰۰٬۰۰۰    |
| آلمان        | ۳   | ۲x پلاتین  | ۱٬۰۰۰٬۰۰۰  |
| ایتالیا      | ۴   | ۲x پلاتین  | ۲۰۰٬۰۰۰    |
| مالزی *      | ۱   | ۴x پلاتین  | ۱۰۰٬۰۰۰    |
| مکزیک *      | ۱   | ۴x پلاتین  | ۴۰۰٬۰۰۰    |
| اسپانیا *    | ۱   | ۲x پلاتین  | ۲۰۰٬۰۰۰    |
| کرهٔ جنوبی *  | ۱   | ۴x پلاتین  | ۴۰۰٬۰۰۰    |
| تایوان *     | ۱   | ۴x پلاتین  | ۲۰۰٬۰۰۰    |
| بریتانیا *   | ۱   | ۳x پلاتین  | ۱٬۰۰۰٬۰۰۰  |
| ایالات متحده | ۶ ۲ | ۴x پلاتین  | ۴٬۷۰۰٬۰۰۰  |
| جهانی        |     | ۱۰x پلاتین | ۲۰٬۰۰۰٬۰۰۰ |

* منبع داده‌ها: بیلبورد تاریخ: ۳۰ نوامبر ۱۹۹۶
۱ این آلبوم ۱۸۴ هفته (بیش از ۳ سال) در جدول موسیقی ۷۵ آلبوم برتر بریتانیا قرار داشت.
۲ این آلبوم بیش از ۲۸۲ هفته (بیش از ۵ سال) در جدول موسیقی ۲۰۰ آلبوم برتر بیلبورد قرار داشت.

## جدول آماری
این آلبوم در ۴۱ کشور دنیا به رتبهٔ یک رسید.
فروش جهانی دقیقی در دستدرس نیست، اما تخمین زده می‌شود که در حدود ۲۰ تا ۲۵ میلیون باشد.

اطلاعات رسمی برای سال ۱۹۹۳: ۱۲ میلیون؛
برای سال ۱۹۹۴: ۱۴ میلیون کپی.

تا سال ۲۰۰۶، چهار میلیون و هفتصد هزار کپی از آلبوم در ایالات متحده به فروش رفته‌است.
آلبوم - مجلهٔ Billboard (آمریکای شمالی)
۲۸۲ هفته (بیش از ۵ سال) در جدول ۲۰۰ آلبوم برتر مجلهٔ Billboard
| سال  | جدول آلبوم        | رتبه |
| ---- | ----------------- | ---- |
| ۱۹۹۱ | The Billboard ۲۰۰ | ۶    |

آلبوم - UK Album Charts
۱۸۴ هفته در UK top ۲۰۰ Album Charts ( جدول ۲۰۰ آلبوم برتر UK)
| U.K. Top ۷۵ Albums | U.K. Top ۷۵ Albums | U.K. Top ۷۵ Albums | U.K. Top ۷۵ Albums | U.K. Top ۷۵ Albums | U.K. Top ۷۵ Albums | U.K. Top ۷۵ Albums | U.K. Top ۷۵ Albums | U.K. Top ۷۵ Albums | U.K. Top ۷۵ Albums | U.K. Top ۷۵ Albums |    |    |    |    |    |    |    |    |    |    |    |    |    |    |    |    |    |    |    |
| هفته               | ۰۱                 | ۰۲                 | ۰۳                 | ۰۴                 | ۰۵                 | ۰۶                 | ۰۷                 | ۰۸                 | ۰۹                 | ۱۰                 | ۱۱ | ۱۲ | ۱۳ | ۱۴ | ۱۵ | ۱۶ | ۱۷ | ۱۸ | ۱۹ | ۲۰ | ۲۱ | ۲۲ | ۲۳ | ۲۴ | ۲۵ | ۲۶ | ۲۷ | ۲۸ | ۲۹ |
| ------------------ | ------------------ | ------------------ | ------------------ | ------------------ | ------------------ | ------------------ | ------------------ | ------------------ | ------------------ | ------------------ | -- | -- | -- | -- | -- | -- | -- | -- | -- | -- | -- | -- | -- | -- | -- | -- | -- | -- | -- |
| رتبه               | ۱۰                 | ۳                  | ۱                  | ۳                  | ۲                  | ۷                  | ۱۰                 | ۲۱                 | ۱۹                 | ۲۸                 | ۳۰ | ۳۰ | ۳۰ | ۳۴ | ۳۷ | ۳۶ | ۳۹ | ۴۴ | ۴۴ | ۴۸ | ۵۶ | ۵۸ | ۷۱ | ۶۱ | ۷۰ | ۷۳ | ۶۲ | ۶۵ | ۵۷ |
| هفته               | ۳۰                 | ۳۱                 | ۳۲                 | ۳۳                 | ۳۴                 | ۳۵                 | ۳۶                 | ۳۷                 | ۳۸                 | ۳۹                 | ۴۰ | ۴۱ | ۴۲ | ۴۳ | ۴۴ | ۴۵ | ۴۶ | ۴۷ | ۴۸ | ۴۹ | ۵۰ | ۵۱ | ۵۲ | ۵۳ | ۵۴ | ۵۵ | ۵۶ | ۵۷ | ۵۸ |
| رتبه               | ۷۱                 | ۶۱                 | ۶۹                 | ۷۰                 | ۷۳                 | ۶۲                 | ۶۵                 | ۵۷                 | ۴۵                 | ۳۷                 | ۵۰ | ۶۰ | ۶۰ | ۵۹ | ۷۰ | ۷۵ | ۶۴ | ۶۴ | ۶۷ | ۷۵ | ۷۱ | ۶۸ | ۵۳ | ۴۲ | ۴۴ | ۴۵ | ۴۵ | ۴۹ | ۶۲ |
| هفته               | ۵۹                 | ۶۰                 | ۶۱                 | ۶۲                 | ۶۳                 | ۶۴                 | ۶۵                 | ۶۶                 | ۶۷                 | ۶۸                 | ۶۹ | ۷۰ | ۷۱ | ۷۲ | ۷۳ | ۷۴ | ۷۵ | ۷۶ | ۷۷ | ۷۸ | ۷۹ | ۸۰ | ۸۱ | ۸۲ | ۸۳ | ۸۴ | ۸۵ | ۸۶ | ۸۷ |
| رتبه               | ۶۵                 | ۷۵                 | ۷۴                 | ۷۵                 | ۴۷                 | ۴۵                 | ۳۸                 | ۵۶                 | ۵۱                 | ۴۷                 | ۳۹ | ۴۸ | ۴۸ | ۵۱ | ۷۱ | ۷۲ | ۷۱ | ۷۴ | ۷۴ | ۷۴ | ۷۰ | ۷۱ | ۴۷ | ۴۷ | ۶۶ | ۴۶ | ۶۳ | ۷۳ | ۷۲ |

تک‌آهنگ‌ها - مجلهٔ Billboard (آمریکای شمالی)
| سال  | تک‌آهنگ              | جدول آلبوم                         | رتبه       |
| ---- | ------------------- | ---------------------------------- | ---------- |
| ۱۹۹۱ | «Sadeness (Part I)» | The Billboard Hot ۱۰۰              | ۵          |
| ۱۹۹۱ | «Sadeness (Part I)» | Modern Rock Tracks                 | ۶          |
| ۱۹۹۱ | «Sadeness (Part I)» | Hot R&B/Hip-Hop Singles & Tracks   | ۶۷         |
| ۱۹۹۱ | «Sadeness (Part I)» | Hot Dance Music/Club Play          | ۱ (۳ هفته) |
| ۱۹۹۱ | «Sadeness (Part I)» | Hot Dance Music/Maxi-Singles Sales | ۱ (? هفته) |

## متفرقه
- بعد از منتقل شدن کرتو به استودیوی ای.آر.تی.، آلبوم ‎MCMXC a.D.‎ از جملهٔ اولین آلبوم‌هایی بود که روی یک دسیک سخت ضبط شد.
- برخورد نزدیک از نوع سوم از جمله فیلم‌های محبوب مایکل کرتو است.
- در آخرین (هفتمین) ترانهٔ آلبوم، جملهٔ مربوط به هفتمین درپوش (Seventh Seal)، در دقیقهٔ هفتم و ثانیهٔ هفتم آغاز می‌شود، گرچه در بعضی نسخه‌ها، این جمله در دقیقهٔ هفتم و ثانیهٔ هفدهم شروع می‌شود.
- کرتو، تنها صدای فرانسوی مردی را که در «سادی (بخش اول)» صحبت می‌کند، به عنوان کاری خوب از خود توصیف می‌کند.